# George Peck (Schauspieler)
George Peck († 9. Mai 2018) war ein US-amerikanischer Schauspieler.

## Leben
Peck begann seine Schauspielkarriere zu Beginn der 1980er Jahre. Im Spielfilm Die Mumie des Pharao von 1981 verkörperte er den Antagonist. In den 1990er Jahren spielte er in vielen Spielfilmen Nebenrollen. 1998 spielte er in Curse of the Puppet Master die Doppel-Hauptrolle als Dr. Magrew / Puppet Master. Nach einer Auszeit zwischen 1999 und 2009 folgte eine Rolle in Don’t Let Me Drown. Ab 2010 begann er vermehrt in Kurzfilmen mitzuspielen.

## Filmografie
- 1981: Die Mumie des Pharao (Dawn of the Mummy)
- 1982: Das Mörderspiel (Deathtrap)
- 1985: Mauern aus Glas (Walls of Glass)
- 1986: Deadhunter
- 1993: Robot in the Family
- 1994: Taxi Dancers
- 1994: Under Water
- 1998: Curse of the Puppet Master
- 1999: Überall, nur nicht hier (Anywhere But Here)
- 2009: Don’t Let Me Drown
- 2010: Der letzte Gentleman (The Extra Man)
- 2010: The Absence (Kurzfilm)
- 2010: Waves (Kurzfilm)
- 2010: House of No Memory (Kurzfilm)
- 2011: Higher Ground – Der Ruf nach Gott (Higher Ground)
- 2012: Excuse Me for Living
- 2012: A Very Big Mistake 1.0 (Kurzfilm)
- 2013: Der Fall Phil Spector (Phil Spector)
- 2014: Celebrity Ghost Stories (Fernsehserie, Episode 5x09)
- 2016: Manhattan Nocturne – Tödliches Spiel (Manhattan Night)